# Museo del Corcho de Palafrugell
El museo del Corcho de Palafrugell (en catalán: Museu del Suro de Palafrugell) es una institución cultural nacida en 1972 que tiene por misión adquirir, conservar, interpretar y poner en valor el patrimonio vertebrado alrededor del mundo del corcho en España , en tanto que configurador de un paisaje, una industria, unas formas de vida y una identidad comunes.

## Edificio

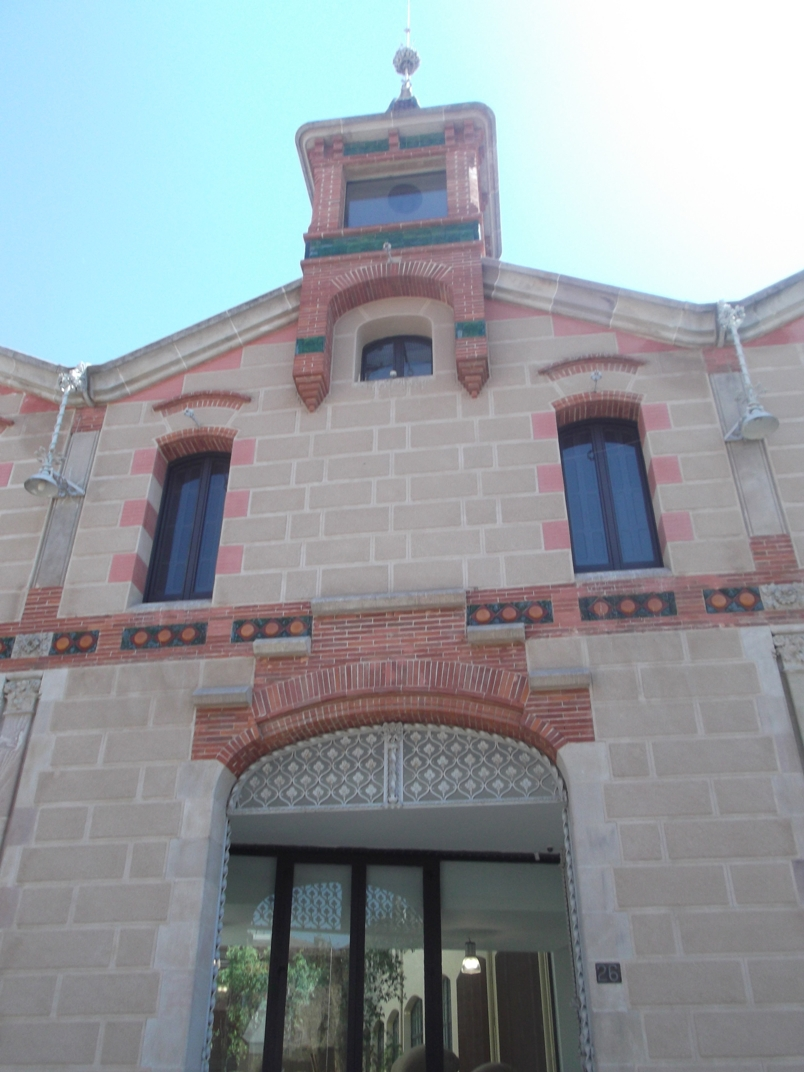
Fachada de Can Mario, actual sede del Museo del Corcho

Los servicios centrales del Museo se articulan en tres espacios principales en la antigua fábrica de Can Mario. Dos son edificios patrimoniales (BCIL dentro del entorno de protección del depósito): las naves industriales y Cal Ganxó y el tercero, de nueva construcción y claramente diferenciable tanto por los materiales como por el lenguaje compositivo, adosado a las naves, tiene la función principal de módulo de acogida, espacio de instalaciones y almacén.
La disposición actual del edificio central es la de un patio central limitado por las dos naves paralelas unidas en sus extremos por puentes. El primer piso se sustenta sobre jácenas de celosía en una nave y sobre pilares de fundación y vigas en la otra. La fachada principal está decorada desde 1907 por General Guitart i Lostaló.
Las paredes son de sillería y con decoraciones de ladrillo y cerámica esmaltada que resaltan las aberturas. El espacio central se coronó con una pequeña torre de cubierta muy pronunciada a cuatro vertientes de losetas de cerámica, a la cual se accede por el interior a través de una escalera de caracol. La obra se remató con un excelente trabajo de forja en el que destaca la imponente puerta de hierro.

### Salas y espacios
En el nuevo Museo las dos naves enteras se dedican exclusivamente a área pública: exposición permanente, exposiciones temporales, talleres y auditorio.
- Espacio de exposición permanente. Se ubica en parte de la planta baja (nave norte y patio central descubierto) y por toda la primera planta (naves norte y sur). Su superficie aproximada es de 1250 m².
- Espacio Manufacturas. Sala de exposiciones temporales de 240 metros cuadrados ubicada en la planta baja de la nave sur, en el lado de levante, y al lado del auditorio y de los talleres, equipada de manera muy flexible para poder acoger exposiciones de diversas dimensiones y con requerimientos de montaje muy diferenciados.
- Módulo de acogida. Construcción de nueva planta realizada entre los años 2010 y 2011. Los materiales dominantes son el vidrio y el acero para diferenciarse de los edificios patrimoniales que lo rodean y subrayarlos. Su función principal es la de acogida de visitantes y tienda del Museu del Suro.
- Espacio Geminus. Este espacio está dedicado a los talleres y se ubica en el pasillo de levante entre las dos naves de la planta baja. Puede acoger más de 30 personas y sus usos se combinarán con ofertas para todo tipo de públicos.
- Auditorio Miquel, Vincke & Meyer. El auditorio-sala de audiovisuales se ubica en la planta baja de la nave sur, en el extremo de poniente, al lado del Espacio manufacturas de exposiciones temporales. Tiene una capacidad para 104 personas sentadas y estará equipado con sistemas de sonido, datos y proyecciones audiovisuales.

## Historia

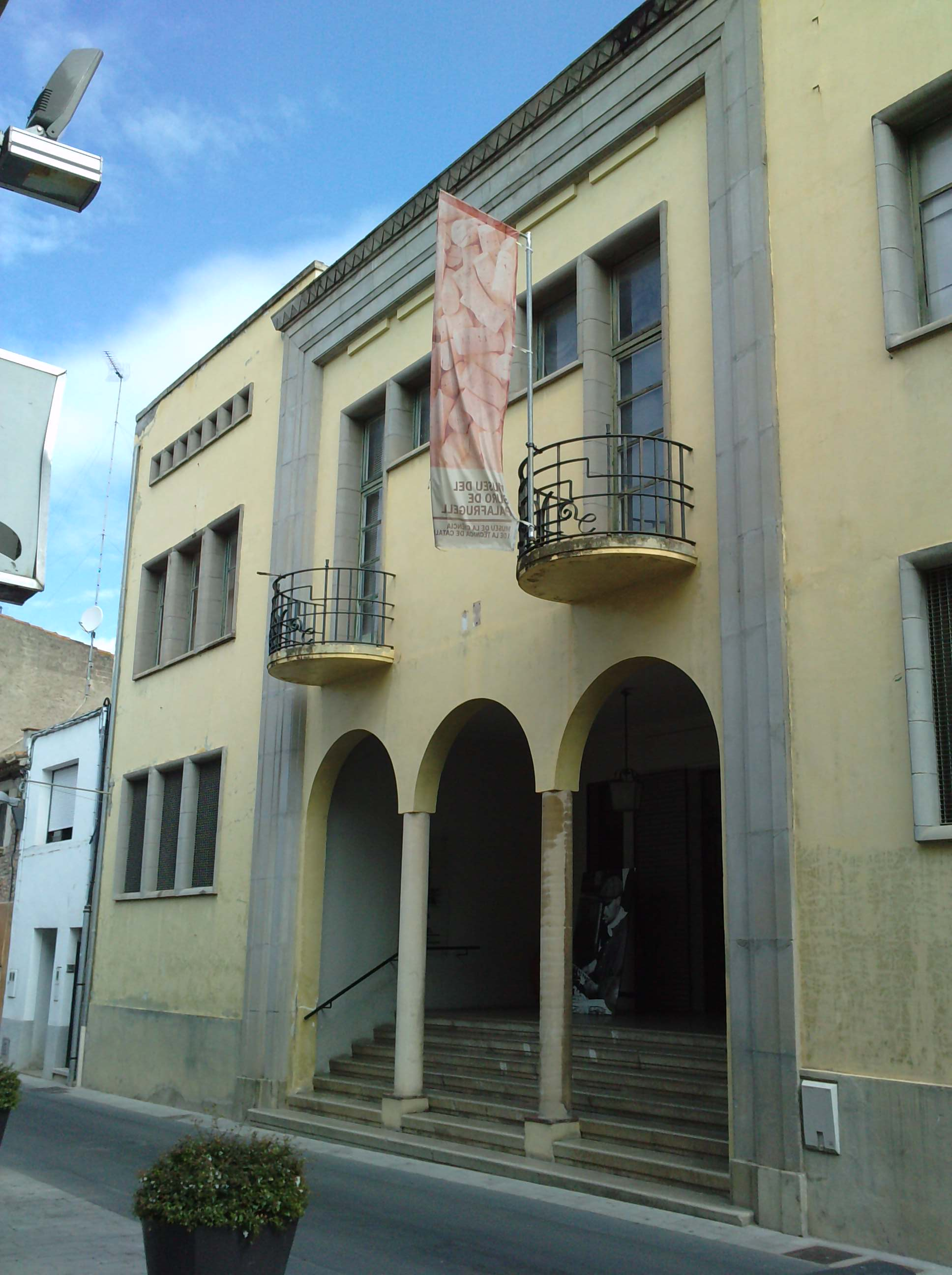
Antigua sede del Museo del Corcho, en la calle Tarongeta

El origen del Museo del Corcho de Palafrugell debe vincularse a la figura del arqueólogo gerundense Miquel Oliva i Prat y de los investigadores locales Joan Badia i Homs y Albert Recasens los cuales fundaron el Museo de Palafrugell el año 1972. Las primeras colecciones, expuestas en la Casa de la Cultura Josep Pla de Palafrugell, se crearon a partir de las prospecciones arqueológicas hechas en la zona y de una primera colección de material etnográfico.
A partir de 1979, las instalaciones se trasladan al centro cultural, llamado Can Genís, donde el museo inicia la actividad creando los primeros inventarios, las exposiciones temporales y siguiendo con diferentes excavaciones arqueológicas en el territorio. A principios de los años ochenta la institución se divide para crear el actual Archivo Municipal de Palafrugell, empezando así un momento de cambio para dotar al museo de una especialización monográfica que daría respuesta al interés que existía desde hacía tiempo de vincular el museo con la industria taponera de corcho.
A partir de 1986, y con la finalidad de proyectar un museo especializado, se creará la primera plaza de conservador y se hará el encargo del proyecto museológico iniciando una importante política de adquisiciones. En 1987 se traslada a la antigua Biblioteca Popular de Palafrugell y Escuela de Artes y Oficios de la calle de la Tarongeta, donde el año 1991 se abren los primeros espacios de la exposición permanente. En 1989 se activó la relación con el Museo de la Ciencia y de la Técnica de Cataluña que culminó con la declaración, el año 1995, del Museu del Suro de Palafrugell como museo-sección del anterior. Finalmente, en 1991, se inauguran los primeros espacios de exposición permanente en el edificio de la calle de Tarongeta, un edificio de estilo racionalista construido en 1934 por Emili Blanch i Roig.
El 29 de junio de 2012 el Museo del Corcho de Palafrugell inauguró una nueva sede, ubicada en la fábrica corchera modernista de Can Mario, siendo el museo más grande del mundo específico de esta materia.

## Colección

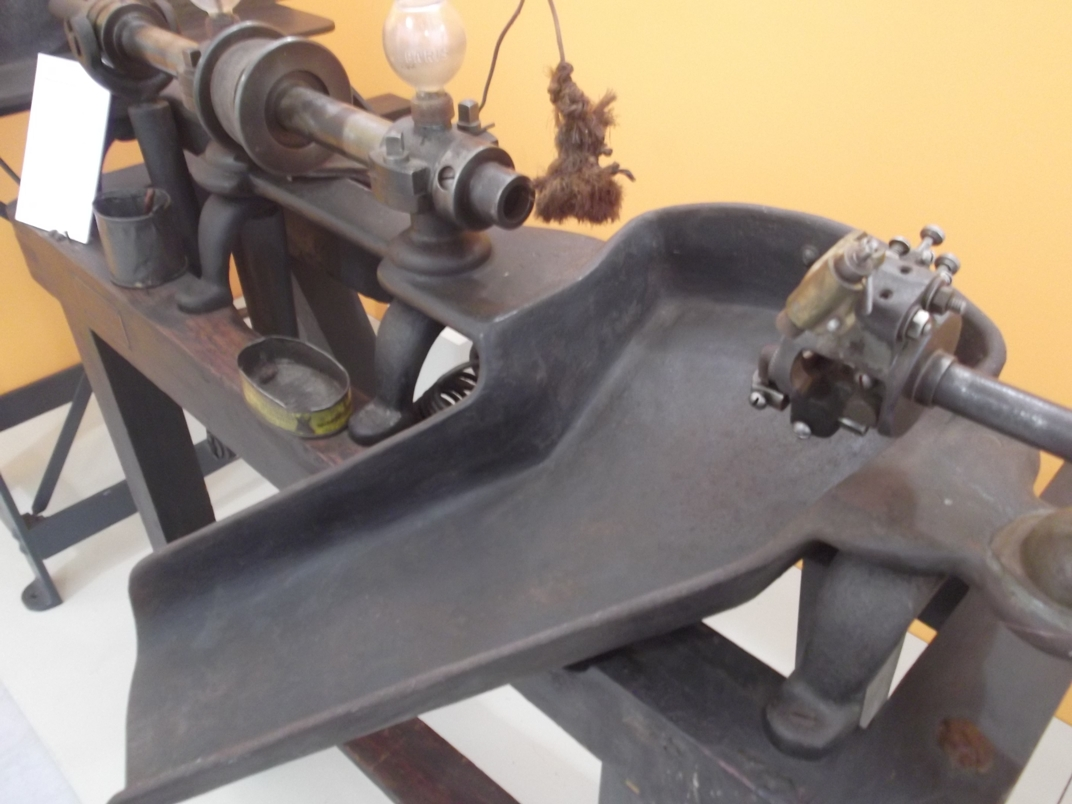
Máquina de barrina en el Museo del Corcho de Palafrugell

La exposición provisional narra todo el proceso de transformación del corcho, tanto antes como con la industrialización. También hace un especial inciso en el cambio que supuso para la población y en la importancia de los alcornocales.

### Obras destacadas
- Máquina de barrina
- Máquina de cepillo
- Máquina de esmeril
- Pendón de La Taponera
- Bandera del Ateneu Palafrugellenc
- Ejemplar de corcho de 'El Quijote, primer libro en corcho (1907)
- Rueda de bicicleta de corcho, fragmento de cubierta de corcho y planos del proyecto
- Colcho (1926)
- Urnas de votación procedentes de la antigua mutua La Previsió Obrera.

## Otros espacios

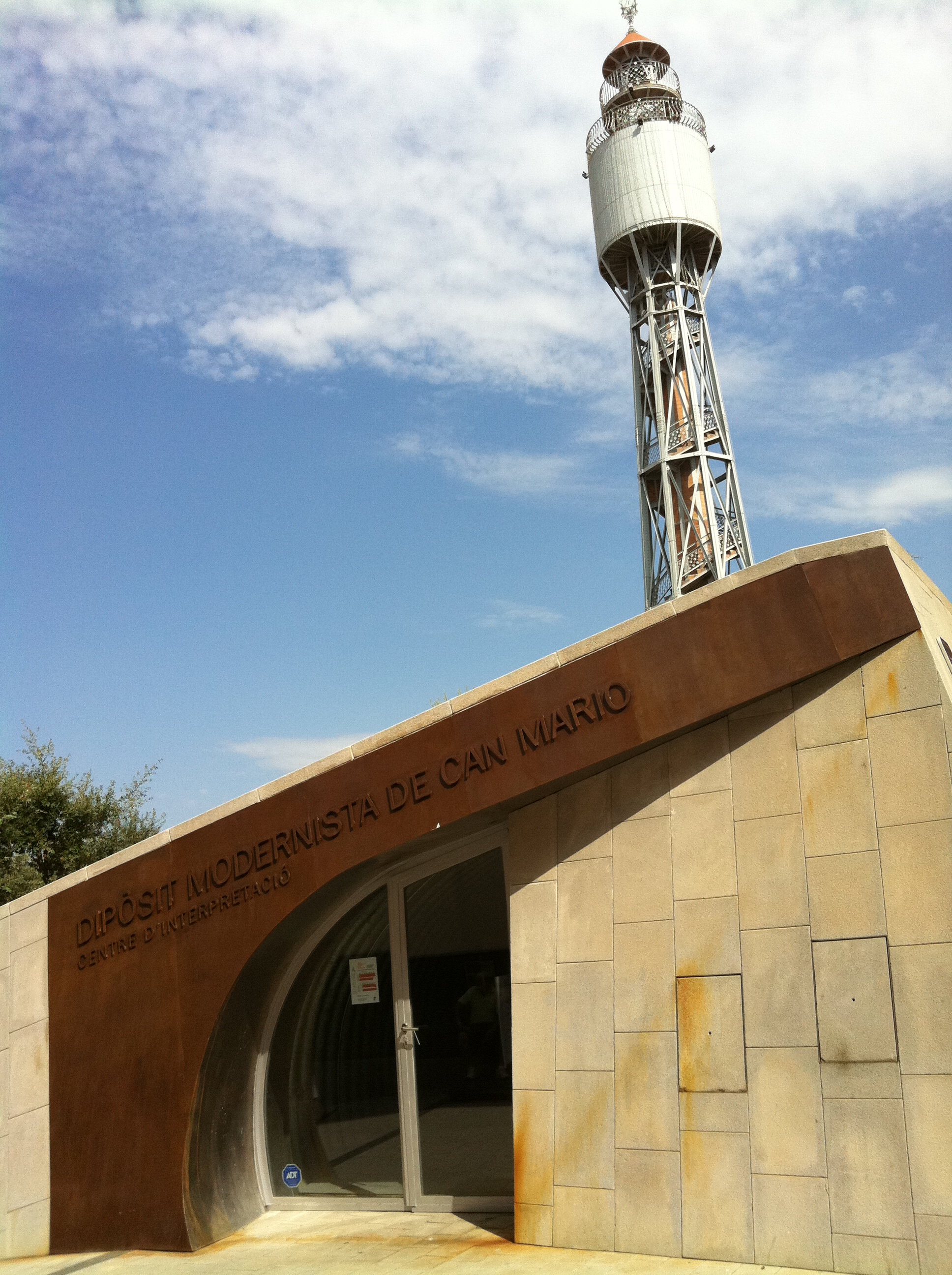
Depósito Modernista de Can Mario

El Museo del Corcho gestiona, además, el Centro de Interpretación del Depósito Modernista de Can Mario y el Conjunto Monumental de Sant Sebastià de la Guarda. El depósito de Can Mario garantizaba el suministro y la presión de agua a la antigua fábrica corchera de Can Mario. Con los años se ha convertido en un símbolo identificador de Palafrugell y se ha declarado Bien Cultural de Interés Nacional.
En lo que respecta al Conjunto Monumental de San Sebastián de la Guarda, se puede visitar el yacimiento ibérico recientemente consolidado y señalizado, una torre de vigilancia, una ermita y hospedería del siglo XVIII y un faro del siglo XIX.

## Servicios y actividades
El museo ofrece visitas guiadas, actividades educativas y visitas tanto al Centro de Interpretación del Depósito Modernista de Can Mario como al Conjunto Monumental de San Sebastián de la Guarda. También destacan las rutas Quercus Suber, una ruta urbana audioguiada por el pasado corchero de Palafrugell, y la ruta Mujeres del Corcho. Hasta el 2010 participó en la Fiesta de la Pelada del Corcho.

### Centro de Documentación
El Museo cuenta con un fondo de 6.200 objetos y un importante centro de documentación corchero (biblioteca/hemeroteca de 6.600 volúmenes, archivo documental y archivo de imágenes...) que ha recibido más de 2.000 consultas.